# Бук-Мухаммад
Бук-Муха́ммад, также Бук-Магоме́д (лак. Бюкь-МухIаммад, араб. بق محمد‎; начало XIX века, Кумух, Кази-Кумухское ханство — Дербент, Российская империя, 1852) — северо-кавказский военный деятель. Наиб имама Шамиля. Участник Кавказской войны.
Будучи уроженцем знатной кумухской семьи, перешёл в Имамат Шамиля, где был назначен наибом в областях Мукратль и Рисьор. В 1851 году вызвался провести военный поход в Кайтаг и Табасаран, чтобы поднять там антироссийское восстание и установить шариатские законы. Под конец года закрепился в Кайтаге, после чего пришлось держать оборону от русских войск. Бук-Мухаммад был ранен и пленён, после чего его вывезли в Дербент, где он впоследствии и умер.

## Биография
Бук-Мухаммад родился в Кумухе — столице Кази-Кумухского ханства, ныне Лакского района Дагестана. Происходил из знатного лакского рода Рашкуевых и входил в свиту Кази-Кумухского хана.
Имя означает в переводе с лакского «Мухаммад, подобный камню», так его прозвали за смелость и стойкость, к его имени была добавлена приставка «бук» («крепкий, как речной камень»).
Бук-Мухаммад совершил мухаджирство на территорию Имамата. Его назначили наибом областей Мукратль, Рисьор, а также лакских переселенцев, живших там. Постоянным местом жительства наиба в Имамате было поселение лакских мухаджиров в Карахском обществе Рисьор. Поселение называлось «Бук-Мухаммадиль Кула».
Описывая Бук-Мухаммада, его двоюродный брат Абдурахман из Газикумуха писал, что «Он был искренним богомольцем, и умелым организатором в боях, искренне преданным имаму человеком. Он всегда был доброжелателен к народу. Жители Газикумухского округа его боялись. Он неоднократно совершал на них набеги, предавал эти селения огню. Его имя гремело в этом округе. Его считали одним из лучших наибов и любимцев Шамиля».
Дореволюционный учёный-историк Гасан Алкадари характеризует его как храброго военачальника, который приобрёл «имя и известность на службе у Шамиля-эфенди».

## Поход в Кайтаг
К концу 1851 года Шамиль собрал военный совет в местности Илиб близ Гергебиля и предложил после неудачного похода Хаджи-Мурата вновь пойти на Кайтаг и Табасаран. Предложение не одобрили, однако из Кайтага и Табасарана шёл поток писем с просьбами присоединить эти области к Имамату Шамиля и установить шариат.
Вскоре Шамиль одобрил поход. Наиба для руководства походом планировалось выбрать по жребию, но Бук-Мухаммад вызвался добровольцем. Неизвестный русский мемуарист, сторонник Имамата, писал, что этот поступок тронул имама и тот снял с себя шапку и пистолет, оправленные серебром, надел их на наиба, а через плечо перекинул хурджины, наполненные монетами на расходы в Кайтаге.
Писарь Шамиля Мухаммад ал-Карахи описывал события следующим образом: «И он послал мухаджира, храбреца Бук Мухаммада ал-Гумуки, наиба Мукарура с людьми из его наибства и мухаджиров Гази Гумука и Ахти. Они выступили числом около 200 человек в начале зимы восьмого года и начали устанавливать среди жителей Кайтага и Табасарана свое управление и порядки, назначая наибов, кадиев и начальников сотен». По другим источникам, с Бук-Мухаммадом было 300 всадников. Он возглавил отряд мюридов из переселенцев из Кази-Кумуха и Ахты.
Отряд, двигаясь по ночам, проскользнул через Куппа, Цудахар, Сирха и далее прошёл в Кайтаг. Для того, чтобы операция Бук-Мухаммада оставалась скрытной и незаметной, другие наибы Шамиля выехали для отвлекающей атаки в направлении Нижнего Дженгутая, там находилась резиденция генерала Лазарева.
Осенью 1851 года Бук-Мухаммаду удалось закрепиться в Кайтаге, в селе Шиляги.
Как повествует сохранившийся арабоязычный текст XIX века, «В течение нескольких дней этот Бук-Мухаммад обошёл селения Кайтага, в ходе чего он давал исламское воспитание-адаб кайтагцам, обучал их законам всевышнего Аллаха, шариату, и утверждал среди них правила священной войны».
31 декабря 1851 года князь Аргутинский узнал, что в Кайтаг прибыли горцы. Был составлен отряд, командиром был назначен генерал-майор Сусловым, туда вошли 1 батальон Самурского и 3 батальона Ширванского полков. К русским примкнули и местные из Кубы, Куры, Даракамы, Баршалы, Табасарана, Дербента, Ахты.

### Сражение у Шиляги
18 января 1852 года начался штурм Шиляги.

Мухаммад ал-Карахи описывает битву следующим образом:
«…Ранним утром, в день пятницы, враги проникли к ним (защитникам) из-за беспечности встречных, вышедших на битву против них и защитников. Когда умножилось убиение, то уменьшилась численность товарищей Бук Мухаммада. Осталось только около 200 человек, засевших в 5 домах, вновь запылал огонь битвы между ними и врагами. Враги зажгли огонь своих пушек против домов, в которых находились товарищи Бук Мухаммада, до того, что большинство этих домов разрушили. Враги бросались на них в атаку множество раз, но товарищи Бук Мухаммада косили их раз за разом. Враги поднимались раз за разом на крыши их домов, но они сбрасывали их при помощи шашек и в рукопашную. Враги бросали на них через окна огонь и приближались к ним так близко, что они даже ухватились через окно за одно из ружей врагов и враги были вынуждены силой тянуть это ружье от них. Таким образом они давали отпор врагу до тех пор, пока не наполнились их трупами занятые им дворы и улицы».
Генерал Суслов приказал поджечь село, многие засевшие живьём сгорели в домах.
Ночью царские войска отступили, выставив караулы у дорог. При попытке выхода из осады Бук-Мухаммад был ранен двумя или тремя пулями. Раненного оставили в одном из домов, где проходила оборона.

### Плен
Бук-Мухаммад был найден русскими солдатами живым и отправлен в Дербент с почтением. Там на третий день он умер и был с похоронен на кладбище Кырхляр.
На знамени Бук-Мухаммада была вышита надпись на арабском языке: «Не теряй смелости. Отнесись равнодушно к опасностям войны. Никто не умрёт ранее предусмотренного (Богом) часа смерти». Согласно преданиям, на его мече было выгравировано: «Саблей рай приобрётший Бук-Мухаммад».

### Кайтагский поход в российской прессе
- Описание похода от Абдурахмана Газикумухского. Опубликовано в 1909 году в журнале СМОМПК
- Описание похода в письме князя Воронцова от 30 января 1852 года. Опубликовано в журнале «Русский архив» 1888 года.
- Освещение новости о походе Бук-Мухаммада в российской газете «Кавказ» того периода. 2 февраля 1852 года

## В фольклоре
Воспоминания о Бук-Мухаммаде сохранились в народе, он стал популярным героем различных дагестанских фольклорных произведений. В них он изображается как отважный, решительный, благородный герой. Согласно аварской легенде, Бук-Мухаммад участвовал и в битве при Ахульго. В аварском фольклоре, во время плена после шилягинского сражения раненному Бук-Мухаммаду были предложены почести и сохранение жизни, однако тот предпочёл достойную смерть.
В других преданиях он выкрадывает себе невесту из Чечни, а позже ему приходится спасать её из рук царского полковника, увезшего её, чтобы жениться. Бук-Мухаммад в предании предстает как выразитель исламских моральных устоев, а его возлюбленная чеченка изображена как носительница патриархально-родовых традиций с образом девы-воительницы.
«Чтобы умерла мать, эй Бук-Магомед.

Был ты подобен косе на сенокосе.

Чтобы умерли сестры, товарищи, что рядом,

Были Вы подобны граблям, собирающим сено».
«Бабагу дирчIивуй, да БюкьмухIаммад,

Урттуй цулуцисса чIиникIкуная,

Ссурвал литIивухъул, архIал гьалмахтал,

Ххулу бяхлахисса ххялаххив ххива».
В лакских легендах Бук-Мухаммад соперничает с казикумухским ханом и побеждает его в меткости стрельбы. Также наиб встречается в дуэли с Даниял-беком Илисуйским, которого он победил, выбив у того саблю. Даниял-бек в отместку, согласно преданию, во время осады Бук-Мухаммада в Шиляги внушил имаму Шамилю не отправлять наибу подкрепление, убедив, что тот собирается перейти на сторону русских. С целью доказать свою верность Бук-Мухаммад вступил в смертное сражение и геройски умер.
В даргинском предании «Бук-Магомед», бытующем в селении Маджалис, говорится, что он родом из Кайтага и что он «был очень сильным, ловким, храбрым человеком».